# 田沼隆志
田沼 隆志（たぬま たかし、1975年12月26日 - ）は、日本の政治家。千葉県議会議員（2期）、衆議院議員（1期）、次世代の党政調副会長、千葉市議会議員（2期）などを務めた。

## 略歴
- 1975年 - 千葉県千葉市生まれ
- 1994年 - 千葉県立千葉東高等学校卒業
- 1999年 - 東京大学経済学部卒業、アクセンチュア株式会社入社
- 2006年 - アクセンチュア退社
- 2007年 - 千葉県議会議員選挙に稲毛区選挙区から無所属で立候補するも落選。浪人中は日本教育再生機構の職員として活動する傍ら地元でビラ配りを続けたほか、林英臣政経塾で学ぶ[1]。
- 2009年 - 千葉市議会議員補欠選挙に初当選。同年林英臣政経塾3期塾士認定。当選後は一人会派「千葉維新会」を結成[1]。
- 2011年 - 千葉市議会議員選挙に再選（トップ当選）。
- 2012年 - 第46回衆議院議員総選挙に日本維新の会公認で千葉1区から立候補。小選挙区では落選したが、比例復活で初当選[1]。当選後は財務金融委員会に所属するほか、北朝鮮による拉致問題等に関する特別委員会では理事を務める。また党内では広報委員会副委員長、教育委員会改革PT幹事、政策調査会国家政策部会財金担当主査などを務めた[1]。
- 2014年8月 - 日本維新の会の分党に伴い、次世代の党結党に参加。党政調副会長兼広報局長に就任。
- 2014年12月 - 第47回衆議院議員総選挙に次世代の党公認で千葉1区から出馬するも落選。
- 2015年4月 - 和田政宗、藤岡信勝と共に村山談話の作成実態を解明するための検証プロジェクトチームを立ち上げた[2]。
- 2016年4月 - 第24回参議院議員通常選挙に自由民主党の比例候補として出馬する元次世代の党の山田宏からの自民党入党の要請を受けて日本のこころを大切にする党を離党し同月14日付で自民党に入党[3]。
- 2018年10月 - 衆議院議員への復帰を断念し、妻の実家がある四街道市に事務所を移転して、2019年3月29日告示、4月7日投開票の千葉県議会議員選挙に出馬する意向を表明した[4]。
- 2019年4月 - 千葉県議会議員選挙に四街道市選挙区より立候補し当選[5]。同選挙で田沼は自民党の公認を得れれなかったものの、石井準一参議院議員の後押しもあり石破茂元幹事長や茂木敏充経済再生担当大臣らが応援入りするなど、公認候補並みの支援を受けた[6]。
- 2023年千葉県議会議員選挙で再選[7]。
- 2023年11月 - 日本維新の会の衆議院千葉9区支部長に就任[8]。
- 2024年10月 - 第50回衆議院議員総選挙で落選[9][10]。

## 政策
- 憲法9条の改正に賛成[11][12]。
- 集団的自衛権の行使に賛成[11][12]。
- 「道徳」を小中学校の授業で教える事に賛成[11]。
- カジノの解禁に賛成[11]。
- 原発は日本に必要としており[11]、原子力規制委員会の新基準を満たした原発は再開すべきとしている[12]。
- 首相の靖国神社参拝を問題ないとしており[11]、国会議員の靖国神社参拝に賛成[13]。
- 「村山談話」及び「河野談話」を見直すべきとしている[11]。
- 特定秘密保護法を必要としている[11]。
- 負担増が耐えられないため、年金の給付水準が下がるのはやむをえないとしている[11]。
- ヘイトスピーチを法律で規制することに賛成[11]。
- 日本の核武装について今後の国際情勢によっては検討すべきだとしている[12]。
- 女性宮家の創設に反対[12]。
- 選択的夫婦別姓制度の導入に反対[14][15]。
- 日本のTPP参加に賛成[12]。
- 歴史認識について、「自虐史観からの脱却を目指す」と述べる[13]。
- 消費税の2014年4月の8%、2015年10月の10%引き上げについては、必要であるが時期は先送りすべきと述べた[16]。

## 人物
- 政策秘書は日本社会党の久保亘や元新党きづなの内山晃らの下で政策秘書を務めた久本芳隆が務めている[17]。内山が社労士であったことから千葉県社会労務士政治連盟など県内の社労士と交流が深い[18]。
- 朝日新聞の記事「国連人権委・ヘイトスピーチ禁止勧告、日本に実行求める」[19]について、「国連が率先して日韓基本条約を反故にするのか?!全く賛同できない」 「他にも特定秘密への勧告等も、内政干渉に感じる。国連人権委はサヨクなのか?!」と述べた[20]。

## 著書

### 共著
- 和田政宗、藤井実彦、藤岡信勝
  - 『村山談話 20年目の真実』（2015年8月、イースト・プレス〈イースト新書〉、ISBN 9784781650548）

## 所属団体・議員連盟
- みんなで靖国神社に参拝する国会議員の会
- 北朝鮮に拉致された日本人を早期に救出するために行動する議員連盟
- 国語を考える国会議員懇談会
- 人格教養教育推進議連 - 事務局次長
- 国際観光産業振興議員連盟 - 事務局長次長
- 帆立の会 - 呼び掛け人
- 自主憲法研究会 - 呼び掛け人
- 朝日新聞を糺す国会議員の会

## 選挙歴
| 当落 | 選挙                         | 執行日         | 年齢 | 選挙区      | 政党         | 得票数    | 得票率 | 定数 | 得票順位 /候補者数 | 政党内比例順位 /政党当選者数 |
| ---- | ---------------------------- | -------------- | ---- | ----------- | ------------ | --------- | ------ | ---- | ------------------ | ---------------------------- |
| 落   | 2007年千葉県議会議員選挙     | 2007年4月8日   | 31   | 稲毛区      | 無所属       | 1万4781票 |        | 2    | 3/3                | /                            |
| 当   | 2009年千葉市議会議員補欠選挙 | 2009年10月25日 | 33   | 稲毛区      | 無所属       | 1万1793票 |        | 2    | 1/7                | /                            |
| 当   | 2011年千葉県議会議員選挙     | 2011年4月10日  | 35   | 稲毛区      | 無所属       | 8521票    |        | 9    | 1/13               | /                            |
| 比当 | 第46回衆議院議員総選挙       | 2012年12月16日 | 36   | 千葉県第1区 | 日本維新の会 | 4万4668票 | 19.28% | 1    | 3/5                | 3/5                          |
| 落   | 第47回衆議院議員総選挙       | 2014年12月14日 | 38   | 千葉県第1区 | 次世代の党   | 2万6322票 | 12.77% | 1    | 3/4                | 2/0                          |
| 当   | 2019年千葉県議会議員選挙     | 2019年4月7日   | 43   | 四街道市    | 無所属       | 8476票    |        | 2    | 2/3                | /                            |
| 当   | 2023年千葉県議会議員選挙     | 2023年4月9日   | 47   | 四街道市    | 無所属       | 7681票    |        | 2    | 1/5                | /                            |
| 落   | 第50回衆議院議員総選挙       | 2024年10月27日 | 48   | 千葉県第9区 | 日本維新の会 | 3万3034票 | 16.79% | 1    | 3/4                | 6/2                          |